# Plocamionida lyoni
Plocamionida lyoni är en svampdjursart som först beskrevs av Bakus 1966.  Plocamionida lyoni ingår i släktet Plocamionida och familjen Hymedesmiidae. Inga underarter finns listade i Catalogue of Life.